# Loxocythere
Loxocythere är ett släkte av kräftdjur. Loxocythere ingår i familjen Cytheridae.
Kladogram enligt Catalogue of Life:
| Loxocythere | \| \| Loxocythere crassa \| \| \| \| \| \| Loxocythere hornibrooki \| \| \| \| \| \| Loxocythere kingi \| \| \| \| |
|             | \| \| Loxocythere crassa \| \| \| \| \| \| Loxocythere hornibrooki \| \| \| \| \| \| Loxocythere kingi \| \| \| \| |
|             | Cythere |
|             | |
|             | Cythrereis |
|             | |
|             | Hemicytherideis |
|             | |
|             | Microcytherura |
|             | |
|             | Palmanella |
|             | |
|             | Perissocytheridea                                                                                                  |
|             | |
|             | Pseudocytheretta                                                                                                   |
|             | |
|             | Sarsocythere |
|             | |
|             | Spinileberis |
|             | |
|             | Loxocythere crassa                                                                                                 |
|             | |
|             | Loxocythere hornibrooki                                                                                            |
|             | |
|             | Loxocythere kingi                                                                                                  |
|             | |

|  | Loxocythere crassa      |
|  |                         |
|  | Loxocythere hornibrooki |
|  |                         |
|  | Loxocythere kingi       |
|  |                         |